# Urotropis porathi
Urotropis porathi är en mångfotingart som beskrevs av Demange 1973. Urotropis porathi ingår i släktet Urotropis och familjen Spirostreptidae. Inga underarter finns listade i Catalogue of Life.